# Tungkop Cut
Tungkop Cut is een bestuurslaag in het regentschap Pidie van de provincie Atjeh, Indonesië. Tungkop Cut telt 108 inwoners (volkstelling 2010).